# 希洛 (伊利諾伊州)
希洛（英語：Shiloh）是位於美國伊利諾伊州聖克萊爾縣的一個村落。

## 地理
希洛的座標為38°33′00″N 89°55′00″W / 38.55000°N 89.91667°W，而該地最高點為海拔高度131米（即440英尺）。

## 人口
根據2010年美國人口普查的數據，希洛的面積為28.58平方千米，當中陸地面積為28.35平方千米，而水域面積為0.23平方千米。當地共有人口12651人，而人口密度為每平方千米442人。